# Injecció articular
En medicina, una injecció articular (habitualment injecció intraarticular) és un procediment que s'utilitza en el tractament de trastorns inflamatoris de les articulacions, com ara l'artritis reumatoide, l'artritis psoriàsica, la gota, i l'artrosi (quan és força dolorosa). S'injecta una agulla hipodèrmica l'articulació afectada on:
- Amb una infiltració articular (habitualment infiltració intraarticular) s'administra una dosi d'un antiinflamatori, més habitualment un glucocorticoide. Ocasionalment, s'utilitza, intraarticularment, l'àcid hialurònic, a causa de la seva alta viscositat, de vegades s'utilitza per substituir el líquid de la bossa sinovial.[2] S'utilitza periarticularment per la bursitis, tendinitis i la síndrome del túnel carpià.[3]
- Amb una artrocentesi s'extreu el líquid amb finalitat diagnòstica (anàlisi del líquid sinovial) o com tractament (evacuació d'un embassament sinovial o d'una hemartrosi).[1]